# Wimbledon-mesterskabet i damedouble
Wimbledon-mesterskabet i damedouble er en tennisturnering, der hvert år afvikles som en del af Wimbledon-mesterskaberne. Mesterskabet blev indført i 1913, samtidig med mixed double-mesterskabet.
Amerikaneren Elizabeth Ryan har vundet flest Wimbledon-titler i damedouble, idet hun fra 1914 til 1934 vandt titlen tolv gange med fem forskellige partnere. Seks af titlerne, i 1919-1923 og 1925, blev vundet sammen med Suzanne Lenglen. De sidste seks sejre var fordelt på to titler (1927 og 1930) sammen med Helen Wills Moody, to titler (1933 og 1934) sammen med Simonne Mathieu samt en titel (1914) sammen med Agnes Morton og en titel (1926) sammen med Mary Browne.
Mesterskabet blev ikke spillet i perioden 1915-18 på grund af første verdenskrig og i 1940-45 på grund af anden verdenskrig. I 2020 blev mesterskabet aflyst på grund af COVID-19-pandemien.
Fra 1913 til 1924 var mesterskabet officielt sanktioneret af International Lawn Tennis Federation som verdensmesterskab i tennis på græs.

## Vindere og finalister
| År           | Mestre                                              | Finalister                                        | Finaleresultat                            |
| ------------ | --------------------------------------------------- | ------------------------------------------------- | ----------------------------------------- |
| 1913         | Winifred McNair (1) Dora Boothby (1)                | Charlotte Cooper Sterry Dorothea Lambert Chambers | 4−6, 2−4 opg.                             |
| 1914         | Elizabeth Ryan (1) Agnes Morton (1)                 | Ethel Thomson Larcombe Edith Hannam               | 6−1, 6−3                                  |
| 1915-18      | Ingen turneringer pga. første verdenskrig           | Ingen turneringer pga. første verdenskrig         | Ingen turneringer pga. første verdenskrig |
| 1919         | Suzanne Lenglen (1) Elizabeth Ryan (2)              | Dorothea Lambert Chambers Ethel Thomson Larcombe  | 4−6, 7−5, 6−3                             |
| 1920         | Suzanne Lenglen (2) Elizabeth Ryan (3)              | Dorothea Lambert Chambers Ethel Thomson Larcombe  | 6−4, 6−0                                  |
| 1921         | Suzanne Lenglen (3) Elizabeth Ryan (4)              | Geraldine Beamish Irene Bowder Peacock            | 6−1, 6−2                                  |
| 1922         | Suzanne Lenglen (4) Elizabeth Ryan (5)              | Margaret McKane Stocks Kathleen McKane Godfree    | 6−0, 6−4                                  |
| 1923         | Suzanne Lenglen (5) Elizabeth Ryan (6)              | Evelyn Colyer Joan Austin                         | 6−3, 6−1                                  |
| 1924         | Hazel Hotchkiss Wightman (1) Helen Wills Moody (1)  | Phyllis Covell Kathleen McKane Godfree            | 6−4, 6−4                                  |
| 1925         | Suzanne Lenglen (6) Elizabeth Ryan (7)              | Kathleen Bridge Mary McIlquham                    | 6−2, 6−2                                  |
| 1926         | Elizabeth Ryan (8) Mary Browne (1)                  | Kathleen McKane Godfree Evelyn Colyer             | 6−1, 6−1                                  |
| 1927         | Helen Wills Moody (2) Elizabeth Ryan (9)            | Bobbie Heine Irene Bowder Peacock                 | 6−3, 6−2                                  |
| 1928         | Phoebe Holcroft Watson (1) Peggy Saunders (1)       | Ermyntrude Harvey Eileen Bennett Whittingstall    | 6−2, 6−3                                  |
| 1929         | Phoebe Holcroft Watson (2) Peggy Saunders (2)       | Phyllis Covell Dorothy Shepherd-Barron            | 6−4, 8−6                                  |
| 1930         | Helen Wills Moody (3) Elizabeth Ryan (10)           | Edith Cross Sarah Palfrey Cooke                   | 6−2, 9−7                                  |
| 1931         | Dorothy Shepherd-Barron (1) Phyllis Mudford (1)     | Doris Metaxa Josane Sigart                        | 3−6, 6−3, 6−4                             |
| 1932         | Doris Metaxa (1) Josane Sigart (1)                  | Elizabeth Ryan Helen Jacobs                       | 6−4, 6−3                                  |
| 1933         | Simonne Mathieu (1) Elizabeth Ryan (11)             | Freda James Billie Yorke                          | 6−2, 9−11, 6−4                            |
| 1934         | Simonne Mathieu (2) Elizabeth Ryan (12)             | Dorothy Burke Sylvie Henrotin                     | 6−3, 6−3                                  |
| 1935         | Freda James (1) Kay Stammers (1)                    | Simonne Mathieu Hilde Krahwinkel Sperling         | 6−1, 6−4                                  |
| 1936         | Freda James (2) Kay Stammers (2)                    | Sarah Palfrey Cooke Helen Jacobs                  | 6−2, 6−1                                  |
| 1937         | Simonne Mathieu (3) Billie Yorke (1)                | Phyllis Mudford King Elsie Pittman                | 6−3, 6−3                                  |
| 1938         | Sarah Palfrey Cooke (1) Alice Marble (1)            | Simonne Mathieu Billie Yorke                      | 6−2, 6−3                                  |
| 1939         | Sarah Palfrey Cooke (2) Alice Marble (2)            | Helen Jacobs Billie Yorke                         | 6−1, 6−0                                  |
| 1940-45      | Ingen turneringer pga. anden verdenskrig            | Ingen turneringer pga. anden verdenskrig          | Ingen turneringer pga. anden verdenskrig  |
| 1946         | Louise Brough Clapp (1) Margaret Osborne duPont (1) | Pauline Betz Addie Doris Hart                     | 6−3, 2−6, 6−3                             |
| 1947         | Doris Hart (1) Patricia Canning Todd (1)            | Louise Brough Margaret Osborne duPont             | 3−6, 6−4, 7−5                             |
| 1948         | Louise Brough Clapp (2) Margaret Osborne duPont (2) | Doris Hart Patricia Canning Todd                  | 6−3, 3−6, 6−3                             |
| 1949         | Louise Brough Clapp (3) Margaret Osborne duPont (3) | Gussie Moran Patricia Canning Todd                | 8−6, 7−5                                  |
| 1950         | Louise Brough Clapp (4) Margaret Osborne duPont (4) | Shirley Fry Doris Hart                            | 6−4, 5−7, 6−1                             |
| 1951         | Shirley Fry Irvin (1) Doris Hart (2)                | Louise Brough Clapp Margaret Osborne duPont       | 6−3, 13−11                                |
| 1952         | Shirley Fry Irvin (2) Doris Hart (3)                | Louise Brough Clapp Maureen Connolly Brinker      | 8−6, 6−3                                  |
| 1953         | Shirley Fry Irvin (3) Doris Hart (4)                | Maureen Connolly Brinker Julie Sampson Haywood    | 6−0, 6−0                                  |
| 1954         | Louise Brough Clapp (5) Margaret Osborne duPont (5) | Shirley Fry Irvin Doris Hart                      | 4−6, 9−7, 6−3                             |
| 1955         | Angela Mortimer (1) Anne Shilcock (1)               | Shirley Brasher Bloomer Patricia Ward Hales       | 7−5, 6−1                                  |
| 1956         | Angela Buxton (1) Althea Gibson (1)                 | Fay Muller Daphne Seeney                          | 6−1, 8−6                                  |
| 1957         | Althea Gibson (2) Darlene Hard (1)                  | Mary Bevis Hawton Thelma Coyne Long               | 6−1, 6−2                                  |
| 1958         | Maria Bueno (1) Althea Gibson (3)                   | Margaret Osborne duPont Margaret Varner Bloss     | 6−3, 7−5                                  |
| 1959         | Jeanne Arth (1) Darlene Hard (2)                    | Beverly Baker Fleitz Christine Truman Janes       | 2−6, 6−2, 6−3                             |
| 1960         | Maria Bueno (2) Darlene Hard (3)                    | Sandra Reynolds Price Renee Schuurman Haygarth    | 6−4, 6−0                                  |
| 1961         | Karen Hantze Susman (1) Billie Jean King (1)        | Jan Lehane O'Neill Margaret Court                 | 6−3, 6−4                                  |
| 1962         | Karen Hantze Susman (1) Billie Jean King (2)        | Sandra Reynolds Price Renee Schuurman Haygarth    | 5−7, 6−3, 7−5                             |
| 1963         | Maria Bueno (3) Darlene Hard (4)                    | Robyn Ebbern Margaret Court                       | 8−6, 9−7                                  |
| 1964         | Margaret Court (1) Lesley Turner Bowrey (1)         | Billie Jean King Karen Hantze Susman              | 7−5, 6−2                                  |
| 1965         | Maria Bueno (4) Billie Jean King (3)                | Françoise Dürr Janine Lieffrig                    | 6−2, 7−5                                  |
| 1966         | Maria Bueno (5) Nancy Richey (1)                    | Margaret Court Judy Tegart Dalton                 | 6−3, 4−6, 6−4                             |
| 1967         | Rosemary Casals (1) Billie Jean King (4)            | Maria Bueno Nancy Richey                          | 9−11, 6−4, 6−2                            |
| Den åbne æra |                                                     |                                                   |                                           |
| 1968         | Rosemary Casals (2) Billie Jean King (5)            | Françoise Dürr Ann Haydon-Jones                   | 3−6, 6−4, 7−5                             |
| 1969         | Margaret Court (2) Judy Tegart (1)                  | Patti Hogan Peggy Michel                          | 9−7, 6−2                                  |
| 1970         | Rosemary Casals (3) Billie Jean King (6)            | Françoise Dürr Virginia Wade                      | 6−2, 6−3                                  |
| 1971         | Rosemary Casals (4) Billie Jean King (7)            | Margaret Court Evonne Goolagong Cawley            | 6−3, 6−2                                  |
| 1972         | Billie Jean King (8) Betty Stöve (1)                | Judy Tegart Dalton Françoise Dürr                 | 6−2, 4−6, 6−3                             |
| 1973         | Rosemary Casals (5) Billie Jean King (9)            | Françoise Dürr Betty Stöve                        | 6−1, 4−6, 7−5                             |
| 1974         | Evonne Goolagong Cawley (1) Peggy Michel (1)        | Helen Gourlay Cawley Karen Krantzcke              | 2−6, 6−4, 6−3                             |
| 1975         | Ann Kiyomura (1) Kazuko Sawamatsu (1)               | Françoise Dürr Betty Stöve                        | 7−5, 1−6, 7−5                             |
| 1976         | Chris Evert (1) Martina Navratilova (1)             | Billie Jean King Betty Stöve                      | 6−1, 3−6, 7−5                             |
| 1977         | Helen Gourlay Cawley (1) JoAnne Russell (1)         | Martina Navratilova Betty Stöve                   | 6−3, 6−3                                  |
| 1978         | Kerry Melville Reid (1) Wendy Turnbull (1)          | Mima Jaušovec Virginia Ruzici                     | 4−6, 9−8(10), 6−3                         |
| 1979         | Billie Jean King (10) Martina Navratilova (2)       | Betty Stöve Wendy Turnbull                        | 5−7, 6−3, 6−2                             |
| 1980         | Kathy Jordan (1) Anne Smith (1)                     | Rosemary Casals Wendy Turnbull                    | 4−6, 7−5, 6−1                             |
| 1981         | Martina Navratilova (3) Pam Shriver (1)             | Kathy Jordan Anne Smith                           | 6−3, 7−6(6)                               |
| 1982         | Martina Navratilova (4) Pam Shriver (2)             | Kathy Jordan Anne Smith                           | 6−4, 6−1                                  |
| 1983         | Martina Navratilova (5) Pam Shriver (3)             | Rosemary Casals Wendy Turnbull                    | 6−2, 6−2                                  |
| 1984         | Martina Navratilova (6) Pam Shriver (4)             | Kathy Jordan Anne Smith                           | 6−3, 6−4                                  |
| 1985         | Kathy Jordan (1) Elizabeth Sayers Smylie (1)        | Martina Navratilova Pam Shriver                   | 5−7, 6−3, 6−4                             |
| 1986         | Martina Navratilova (7) Pam Shriver (5)             | Hana Mandlíková Wendy Turnbull                    | 6−1, 6−3                                  |
| 1987         | Claudia Kohde-Kilsch (1) Helena Suková (1)          | Betsy Nagelsen Elizabeth Sayers Smylie            | 7−5, 7−5                                  |
| 1988         | Steffi Graf (1) Gabriela Sabatini (1)               | Larisa Savchenko-Neiland Natalija Zvereva         | 6−3, 1−6, 12−10                           |
| 1989         | Jana Novotná (1) Helena Suková (2)                  | Larisa Savchenko-Neiland Natalija Zvereva         | 6−1, 6−2                                  |
| 1990         | Jana Novotná (2) Helena Suková (3)                  | Kathy Jordan Elizabeth Sayers Smylie              | 6−3, 6−4                                  |
| 1991         | Larisa Savchenko-Neiland Natalija Zvereva (1)       | Gigi Fernández Jana Novotná                       | 6−4, 3−6, 6−4                             |
| 1992         | Gigi Fernández (1) Natalija Zvereva (2)             | Larisa Savchenko-Neiland Jana Novotná             | 6−4, 6−1                                  |
| 1993         | Gigi Fernández (2) Natalija Zvereva (3)             | Larisa Savchenko-Neiland Jana Novotná             | 6−4, 6−7(4), 6−4                          |
| 1994         | Gigi Fernández (3) Natalija Zvereva (4)             | Jana Novotná Arantxa Sánchez Vicario              | 6−4, 6−1                                  |
| 1995         | Jana Novotná (3) Arantxa Sánchez Vicario (1)        | Gigi Fernández Natalija Zvereva                   | 5−7, 7−5, 6−4                             |
| 1996         | Martina Hingis (1) Helena Suková (4)                | Meredith McGrath Larisa Savchenko-Neiland         | 5−7, 7−5, 6−1                             |
| 1997         | Gigi Fernández (4) Natasja Zvereva (5)              | Nicole Arendt Manon Bollegraf                     | 7−6(4), 6−4                               |
| 1998         | Martina Hingis (2) Jana Novotná (4)                 | Lindsay Davenport Natasja Zvereva                 | 6−3, 3−6, 8−6                             |
| 1999         | Lindsay Davenport (1) Corina Morariu (1)            | Mariaan de Swardt Jelena Tatarkova                | 6−4, 6−4                                  |
| 2000         | Serena Williams (1) Venus Williams (1)              | Julie Halard Decugis Ai Sugiyama                  | 6−3, 6−2                                  |
| 2001         | Lisa Raymond (1) Rennae Stubbs (1)                  | Kim Clijsters Ai Sugiyama                         | 6−4, 6−3                                  |
| 2002         | Serena Williams (2) Venus Williams (2)              | Virginia Ruano Pascual Paola Suárez               | 6−2, 7−5                                  |
| 2003         | Kim Clijsters (1) Ai Sugiyama (1)                   | Virginia Ruano Pascual Paola Suárez               | 6−4, 6−4                                  |
| 2004         | Cara Black (1) Rennae Stubbs (2)                    | Liezel Huber Ai Sugiyama                          | 6−3, 7−6(5)                               |
| 2005         | Cara Black (2) Liezel Huber (1)                     | Svetlana Kuznetsova Amélie Mauresmo               | 6−2, 6−1                                  |
| 2006         | Yan Zi (1) Zheng Jie (1)                            | Virginia Ruano Pascual Paola Suárez               | 6−3, 3−6, 6−2                             |
| 2007         | Cara Black (3) Liezel Huber (2)                     | Katarina Srebotnik Ai Sugiyama                    | 3−6, 6−3, 6−2                             |
| 2008         | Serena Williams (3) Venus Williams (3)              | Lisa Raymond Samantha Stosur                      | 6−2, 6−2                                  |
| 2009         | Serena Williams (4) Venus Williams (4)              | Samantha Stosur Rennae Stubbs                     | 7−6(4), 6−4                               |
| 2010         | Vania King (1) Jaroslava Sjvedova (1)               | Jelena Vesnina Vera Zvonarjova                    | 7−6(6), 6−2                               |
| 2011         | Květa Peschke (1) Katarina Srebotnik (1)            | Sabine Lisicki Samantha Stosur                    | 6−3, 6−1                                  |
| 2012         | Serena Williams (5) Venus Williams (5)              | Andrea Hlaváčková Lucie Hradecká                  | 7−5, 6−4                                  |
| 2013         | Hsieh Su-Wei (1) Peng Shuai (1)                     | Ashleigh Barty Casey Dellacqua                    | 7−6(1), 6−1                               |
| 2014         | Sara Errani (1) Roberta Vinci (1)                   | Tímea Babos Kristina Mladenovic                   | 6−1, 6−3                                  |
| 2015         | Martina Hingis (3) Sania Mirza                      | Jekaterina Makarova Jelena Vesnina                | 5−7, 7−6(4), 7−5                          |
| 2016         | Serena Williams (6) Venus Williams (6)              | Tímea Babos Jaroslava Sjvedova                    | 6−3, 6−4                                  |
| 2017         | Jekaterina Makarova (1) Jelena Vesnina (1)          | Chan Hao-Ching Monica Niculescu                   | 6−0, 6−0                                  |
| 2018         | Barbora Krejčíková (1) Kateřina Siniaková (1)       | Nicole Melichar Květa Peschke                     | 6−4, 4−6, 6−0                             |
| 2019         | Hsieh Su-Wei (2) Barbora Strýcová (1)               | Gabriela Dabrowski Xu Yifan                       | 6−2, 6−4                                  |
| 2020         | Ingen turnering pga. COVID-19-pandemien             | Ingen turnering pga. COVID-19-pandemien           | Ingen turnering pga. COVID-19-pandemien   |
| 2021         | Hsieh Su-Wei (3) Elise Mertens (1)                  | Veronika Kudermetova Jelena Vesnina               | 3−6, 7−5, 9−7                             |
| 2022         | Barbora Krejčíková (2) Kateřina Siniaková (2)       | Elise Mertens Zhang Shuai                         | 6−2, 6−4                                  |
| 2023         | Hsieh Su-Wei (4) Barbora Strýcová (2)               | Storm Hunter Elise Mertens                        | 7−5, 6−4                                  |
| 2024         | Kateřina Siniaková (3) Taylor Townsend (1)          | Gabriela Dabrowski Erin Routliffe                 | 7−6(5), 7−6(1)                            |
| 2025         | Veronika Kudermetova (1) Elise Mertens (2)          | Hsieh Su-Wei Jeļena Ostapenko                     | 3−6, 6−2, 6−4                             |